# Bagossy László (rendező, 1967)
Bagossy László (Dombóvár, 1967. július 14. –) Jászai Mari-díjas (2004) magyar színházigazgató, színházi rendező, író, költő és egyetemi tanár.

## Életpályája
1985-ben érettségizett Pécsett a Nagy Lajos Gimnáziumban. 1991-ben a Pécsi Janus Pannonius Tudományegyetem magyar–esztétika szakán szerzett diplomát. 1984-től versei és irodalmi kritikái jelentek meg a Forrás, az Alföld és a Jelenkor című folyóiratokban. 1990-től a Színház- és Filmművészeti Főiskola hallgatója volt Székely Gábor osztályában, 1995-ben kapott színházi rendezői oklevelet. 1995-2013 között szabadfoglalkozású rendezőként dolgozott Szolnokon, Nyíregyházán, Kecskeméten, Tatabányán, Egerben, Pécsen, Szegeden, Budapesten, Stuttgartban és Vilniusban. 1990 és 2015 között vendégtanára volt a JPTE Bölcsészkarának, a Zeneakadémiának, a Képzőművészeti Egyetemnek, a Veszprémi Egyetemnek és a Károli Gáspár Református Egyetemnek. 2011-től a Színház- és Filmművészeti Egyetem színész osztályának, 2016 szeptemberétől színházrendező osztályának osztályvezető tanára. 2015-ben a Színház- és Filmművészeti Egyetemen DLA fokozatot szerzett. Disszertációjának címe: Variációk tévedésre - avagy az igazság problémája Thomas Bernhard írásművészetében. 2013 augusztusától 2018 szeptemberéig a budapesti Örkény István Színház társulatának tagja volt. 2018 januárjától a Színház- és Filmművészeti Egyetem Színházművészeti Intézetének vezetője. 2019-ben habilitált, ugyanebben az évben egyetemi tanárrá nevezték ki.  Bár megbízatása 2021-ig szólt, 2020. augusztus 31-én - tiltakozásul az SZFE alapítványi átalakulása és autonómiájának korlátozása ellen - lemondott intézetvezetői pozíciójáról. 2021 februárjában 26 tanártársával együtt elhagyta az SZFE-t, és a Freeszfe Egyesületben folytatta munkáját. Az Emergency Exit nevű nemzetközi diplomamentő program egyik irányítója. 2021 szeptemberétől egy éven át a Freeszfe Egyesület elnökségének tagja.  2022 szeptembere óta Németországban él, a stuttgarti Theater Tri-bühne társulatának rendezője. 2023 szeptemberétől az intézmény művészeti igazgatója, megbízatása 2027 augusztusáig szól.
Két gyermeke van: Bagossy Júlia és Bagossy Bálint, akik színház- és filmrendezők.

## Fontosabb színházi munkái
- 1993. Johann Wolfgang von Goethe: Clavigo (Szolnoki Szigligeti Színház)
- 1994. R.W. Fassbinder: Petra von Kant keserű könnyei (Ódry Színpad, Budapest)
- 1995. Fejes Endre: Jó estét, nyár… (nyíregyházai Móricz Zsigmond Színház)
- 1995. Henrik Ibsen: Nóra (nyíregyházai Móricz Zsigmond Színház)
- 1996. Georg Büchner: Leonce és Léna (Kecskeméti Katona József Színház)
- 1997. Thomas Bernhard: A szokás hatalma (Kecskeméti Katona József Színház)
- 1997. Parti Nagy Lajos: Ibusár (Kecskeméti Katona József Színház)
- 1997. Thomas Bernhard: Ritter, Dene, Voss (Bárka Színház)
- 1999. Molière: Tartuffe (nyíregyházai Móricz Zsigmond Színház)
- 1999. Anton Pavlovics Csehov: Cseresznyéskert (Bárka Színház)
- 2000. Makszim Gorkij: Éjjeli menedékhely (Pécsi Nemzeti Színház)
- 2001. Szirmai-Bakonyi: Mágnás Miska (Tatabányai Jászai Mari Színház)
- 2002. Gogol: A revizor (Pécsi Nemzeti Színház)
- 2002. Urs Widmer: Top Dogs[7] (Budapesti Katona József Színház)
- 2002. Theresia Walser: King Kong lányai (Budapesti Katona József Színház)
- 2002. Thomas Bernhard: A színházcsináló (Pécsi Horvát Színház)
- 2003. Szirmai-Bakonyi: Mágnás Miska (Egri Gárdonyi Géza Színház)
- 2004. Roland Schimmelpfennig: Az arab éjszaka (Örkény István Színház, Budapest)
- 2004. Brecht-Weill: A filléres opera (Örkény István Színház, Budapest)
- 2005. Witold Gombrowicz: Yvonne, burgundi hercegnő (Kecskeméti Katona József Színház)
- 2005. Bagossy László: A sötétben látó tündér(Örkény István Színház, Budapest)
- 2006. Bagossy László: E-chat (Kecskeméti Katona József Színház)
- 2006. Bagossy László: Avatare (Stuttgart, Theater Tri-Bühne)
- 2006. Mozart: Don Giovanni (Szegedi Nemzeti Színház)
- 2007. Ingmar Keun: Das kunstseidene Maedchen (Stuttgart, Theater tri-bühne)
- 2007. Térey János: Asztalizene (Radnóti Miklós Színház)
- 2008. Ingmar Keun: A műselyemlány (Örkény István Színház, Budapest)
- 2008. Ödön von Horváth: Kasimir und Karoline (Stuttgart, Theater tri-bühne)
- 2009. Bertolt Brecht: Mutter Courage und ihre Kinder (Stuttgart, Theater tri-bühne)
- 2009. Egressy Zoltán: Sauerampfer und Bratkartoffel (Stuttgart, Theater tri-bühne)
- 2009. Ödön von Horváth: Kasimir és Karoline (Örkény István Színház, Budapest)
- 2010. Háy János: Völgyhíd (Kolibri Gyermek és Ifjúsági Színház, Budapest)
- 2010. Tasnádi István: Das Idaho-Experiment oder die Geburt des Zuschauers (Stuttgart, Theater Tri-Bühne)
- 2011. Friedrich Dürrenmatt: János király (Örkény István Színház, Budapest)
- 2011. Urs Widmer: Top Dogs (Stuttgart, Theater tri-bühne)
- 2011. Lutz Hübner: Bunyósszív (Kolibri Gyermek és Ifjúsági Színház, Budapest)
- 2012. William Shakespeare: A vihar (Örkény István Színház, Budapest)
- 2012. Thomas Mann-Bagossy: Mario és a varázsló (Kolibri Gyermek és Ifjúsági Színház, Budapest)
- 2012. Thomas Bernhard: Heldenplatz (Katona József Színház, Budapest)
- 2012. Sławomir Mrożek: Tangó (Örkény István Színház, Budapest)
- 2013. Molnár Ferenc: Liliom (Lietuvos nacionalinis dramos teatras, Vilnius)
- 2013. Ödön von Horváth: A végítélet napja (Katona József Színház, Budapest)
- 2014. William Shakespeare: Hamlet (Örkény István Színház, Budapest)
- 2014. Kerékgyártó István: Geldreigen (Stuttgart, Theater tri-bühne)
- 2015. Molière: Tartuffe (Örkény István Színház, Budapest)
- 2015. Diggerdrájver (Örkény István Színház a Shure Stúdióban, Budapest)
- 2015. Roland Schimmelpfennig: Die Arabische Nacht (Stuttgart, Theater tri-bühne)
- 2016. Ödön von Horváth: Mesél a bécsi erdő (Örkény István Színház, Budapest)
- 2016. Anton Pavlovics Csehov: Három nővér (Örkény István Színház, Budapest)
- 2017. Jordi Galceran: Der Kredit (Stuttgart, Theater tri-bühne)
- 2018. Secondhand (Kovács D. Dániellel és az SZFE rendezőosztályával, Örkény István Színház, Budapest)
- 2019. Kerékgyártó István: Hurok (Jurányi ház, Orlai-Füge Produkció)
- 2021. László Bagossy: Snowden 3.3 (Stuttgart, Theater tri-bühne)
- 2023. Béla Pintér: Miststück (Stuttgart, Theater tri-bühne)
- 2023. Roland Schimmelpfennig: 100 Songs (Vilmos Noémivel és Sándor Máté Dániellel, Stuttgart, Theater tri-bühne)
- 2024. Ulrich Alexander Boschwitz: Der Reisende (Stuttgart, Theater tri-bühne)
- 2025. Iwan Wyrypajew: Illusionen (Stuttgart, Theater tri-bühne)

## Könyvei
- A sötétben látó tündér. Mesebeszéd; Pagony, Bp., 2009

## Díjai
- 1992 Móricz Zsigmond-ösztöndíj
- 2000 A zsűri különdíja, Országos Színházi Találkozó, Győr (Cseresznyéskert)
- 2000 Budapest Város Színházi Díja a kritikusok szavazatai alapján
- 2002 A „Vastaps” Alapítvány különdíja (Top Dogs)
- 2003 Fesztiváldíj, Nemzetközi Színházi Fesztivál, Torun (PL) (Top Dogs)
- 2003 A legjobb előadás díja, III. Pécsi Országos Színházi Találkozó (Top Dogs)
- 2004 Jászai Mari-díj
- 2006 Üveghegy-díj, III.Országos Gyermekszínházi Biennálé, Kaposvár
- 2006 Színikritikusok díja, A Legjobb Gyerekelőadásért (A Sötétben Látó Tündér)
- 2010 Év Gyermekkönyve díj (A Sötétben Látó Tündér)
- 2010 A legjobb rendezés díja (Kasimir és Karoline) X. Pécsi Országos Színházi Találkozó
- 2010 A legjobb előadás díja – közönség zsűri (Kasimir és Karoline) X. Pécsi Országos Színházi Találkozó
- 2010 Színikritikusok díja, A legjobb rendezésért (Kasimir és Karoline)
- 2011 Capitano-díj (A legjobb nagyszínpadi rendezés – Vidor Fesztivál – János király)
- 2011 Színikritikusok díja, A legjobb rendezésért (János király)
- 2014 Színikritikusok díja, A legjobb rendezésért (Hamlet)
- 2015 Hevesi Sándor-díj
- 2017 A legjobb előadás díja (Mesél a bécsi erdő) Pécsi Országos Színházi Találkozó